# Gun Buster
Gun Buster (ガンバスター?, Ganbasutā), in Nord America conosciuto come Operation Gunbuster, è un videogioco arcade del 1992 di genere sparatutto in prima persona. Venne sviluppato e pubblicato dalla Taito.

## Trama
Correva l'anno 2160. Agalta City, non più in grado di far fronte al furioso crimine commesso dai cyborg, offrì ricompense ai trasgressori e introdusse un'organizzazione di cacciatori. Il tempo passò e l'umanità cominciò a chiamare costoro "Gunbusters".

## Modalità di gioco
Lo schema di controllo di Gun Buster è composto sia da un joystick che da una light gun: il joystick muove il personaggio controllato del giocatore in avanti, indietro e lateralmente in una manovra mitragliatrice, mentre la light gun muove il reticolo di mira e fa girare il personaggio in senso orario e antiorario. L'arsenale del giocatore è costituito da una mitragliatrice primaria e diverse armi secondarie: mine, laser, scintilla e fuoco; ogni arma ha una velocità di ricarica e una velocità di movimento diverse. È disponibile anche uno scudo che rende invincibili per ben 15 secondi.
Le otto missioni proposte possono essere giocate sia singolarmente che in cooperazione, con il secondo giocatore che può partecipare in qualsiasi momento. Tale modalità consiste principalmente in duelli con boss, su tredici mappe. In ogni mappa, i giocatori attraversano labirinti cercando di eliminare i boss avversari prima che questi lo facciano ai medesimi. Le mappe includono muri, bicchieri e colonne, utilizzabili per schivare e sparare.
Le scene si svolgono all'interno di un ascensore, inseguimenti per le strade della città, all'interno di un condominio, sale macchine, acque aperte vicino a una nave da crociera, all'interno di una fabbrica di cyborg e la fase finale in un seminterrato psichedelico.
Infine, la modalità multiplayer competitiva prevede un deathmatch testa a testa tra due squadre. Essa può essere giocata tra due giocatori, tra quattro giocatori con due giocatori per squadra, o tra tre giocatori con due giocatori in una squadra e un singolo giocatore nell'altra squadra.

## Accoglienza
In Giappone, la rivista Game Machine elencò Gun Buster nel numero del 15 ottobre 1992 come la quinta unità arcade di maggior successo del mese.